# Luan Rodrigues
Luan Rodrigues Azambuja, (Campo Grande, 1996 . július 16.), brazil labdarúgó, támadóként játszik, jelenleg a Remo csapatában játszik.

## Életpályája
2015-ben csatlakozott az Esporte Clube Comercial de Campo Grande csapatához.
2017-ben csatlakozott a Novoperário Futebol Clube de Campo Grande csapatához.
2019-ben csatlakozott a Luverdense Esporte Clube de Lucas do Rio Verde csapatához.
2020-ban az Aquidauanense Futebol Clube de Aquidauana csapatához csatlakozott csatárként.
2021-ben a Sport Club São Paulo do Rio Grande do Sul csapatához csatlakozott csatárként, decemberben pedig bejelentette, hogy távozik a csapattól.
2021 decemberében bejelentették, hogy 2022-re a Clube do Remo de Belém csapatához alkalmazzák csatárként.